# Campionats del món de ciclisme en ruta de 1973
Els Campionats del món de ciclisme en ruta de 1973 es disputaren del 29 d'agost al 2 de setembre de 1973 a Montjuïc, Barcelona, Catalunya.

## Resultats
| Proves :                            | Or                                                                            | Or         | Argent                                                                              | Argent   | Bronze                                                                        | Bronze   |
| Masculines                          |                                                                               |            |                                                                                     |          |                                                                               |          |
| Cursa en línia masculina detalls    | Felice Gimondi · Itàlia                                                       | 6h 31' 26" | Freddy Maertens · Bèlgica                                                           | m. t.    | Luis Ocaña · Espanya                                                          | m. t.    |
| Cursa en línia masculina amateur    | Ryszard Szurkowski · Polònia                                                  | 4h 08' 59" | Stanisław Szozda · Polònia                                                          | + 31"    | Bernard Bourreau · França                                                     | m. t.    |
| Contrarellotge per equips masculins | Polònia · Lucjan Lis · Ryszard Szurkowski · Stanisław Szozda · Tadeusz Mytnik | 2h 03' 29" | Unió Soviètica · Guennadi Kómnatov · Iuri Mikhailov · Borís Xúkhov · Sergei Sinizin | + 1' 43" | Suècia · Tord Filipsson · Lennart Fagerlund · Leif Hansson · Sven-Ake Nilsson | + 3' 12" |
| Femenines                           |                                                                               |            |                                                                                     |          |                                                                               |          |
| Cursa en línia femenina detalls     | Nicole Vandenbroeck · Bèlgica                                                 | 1h 31' 08" | Keetie Hage · Països Baixos                                                         | m. t.    | Valentina Rebrovskaja · Unió Soviètica                                        | m. t.    |

## Medaller
| Posició | País           | Or | Plata | Bronze | Total |
| 1       | Polònia        | 2  | 1     | 0      | 3     |
| 2       | Bèlgica        | 1  | 1     | 0      | 2     |
| 3       | Itàlia         | 1  | 0     | 0      | 1     |
| 4       | Unió Soviètica | 0  | 1     | 1      | 2     |
| 5       | Països Baixos  | 0  | 1     | 0      | 1     |
| 6       | Suècia         | 0  | 0     | 1      | 1     |
| 6       | Espanya        | 0  | 0     | 1      | 1     |
| 6       | França         | 0  | 0     | 1      | 1     |
| Total   | Total          | 4  | 4     | 4      | 12    |